# Oelbonak
Oelbonak is een bestuurslaag in het regentschap Timor Tengah Utara van de provincie Oost-Nusa Tenggara, Indonesië. Oelbonak telt 465 inwoners (volkstelling 2010).